# Francesco Marconi
Francesco Marconi (Roma, 14 maggio 1855 – Roma, 5 febbraio 1916) è stato un tenore italiano.

## Biografia
Francesco  Marconi nacque a Roma nel 1855, in una famiglia benestante, anche se gli eventi storici degli anni dell'Unità d'Italia modificarono alcune certezze professionali ed economiche e il padre, uno dei principali negozianti di ferramenta romani, ebbe problemi finanziari.
Il giovane Marconi iniziò a lavorare in una falegnameria come addetto alla costruzione di bare, continuando a farlo fino all'età di vent'anni.
Durante una serenata serale effettuata ad una ragazza a Trastevere, attirò l'attenzione del baritono Ottavio Bartolini che lo convinse ad avvicinarsi alla musica lirica, seguendo i suoi insegnamenti.
Il debutto avvenne nel 1876 a Firenze, al Teatro Pagliano (l'attuale Teatro Verdi) nel Mefistofele di Arrigo Boito.
Seguirono Lucrezia Borgia e Rigoletto.
Il suo repertorio comprendeva, tra gli altri: Faust, Rigoletto, La Gioconda, I puritani, Otello, L'africana, Un ballo in maschera, Aida, L'elisir d'amore di Gaetano Donizetti.
A ventuno anni Marconi poteva esibire un buon timbro, un suono giusto e una grande resistenza ai fiati, e quindi il successo fu immediato e su scala internazionale, difatti già nel 1878 esordì all'estero con il Faust di Charles Gounod al il Teatro Real di Madrid.
Anche se non fu un allievo del baritono Antonio Cotogni, quest'ultimo risultò molto influente sul giovane Marconi, che lo incontrò per collaborare con lui nella prima esibizione congiunta, ne I puritani; Marconi scrisse: «Quando arrivai alla prima prova, e lo sentii cantare la sua prima battuta, O colomba fuggo io mai, ero completamente scioccato dalla sua terrificante arte e dissi che non volevo continuare a cantare, che artista travolgente! Le grandi e impressionanti melodie che Bellini aveva creato per questa divina opera sono diventate ancora più grandi grazie all'interpretazione incomparabile di Cotogni e non mi vergogno di confessare che ho imparato I puritani e una parte considerevole del mio altro repertorio da Toto Cotogni».
Le caratteristiche vocali di Marconi risultarono la potenza vocale, il suo fraseggio, gli accenti colorati, la grande passione e anima, che lo resero un tenore prettamente romantico per vocalità, stile, repertorio, contese in popolarità con i maggiori tenori contemporanei, rispetto ai quali poté vantare grandi doti vocali, essendo la sua voce timbratissima, di estensione eccezionale, di raro metallo e considerevole volume.

## Repertorio
| Ruolo           | Titolo               | Autore     |
| --------------- | -------------------- | ---------- |
| Arturo Talbot   | I puritani           | Bellini    |
| Faust           | Mefistofele          | Boito      |
| Conte Lenskij   | Eugenio Onegin       | Čajkovskij |
| Nemorino        | L'elisir d'amore     | Donizetti  |
| Gennaro         | Lucrezia Borgia      | Donizetti  |
| Fernando        | La favorita          | Donizetti  |
| Ruy Blas        | Ruy Blas             | Franchetti |
| Faust           | Faust                | Gounod     |
| Raul de Nagis   | Gli ugonotti         | Meyerbeer  |
| Vasco da Gama   | L'africana           | Meyerbeer  |
| Spartaco        | Spartaco             | Platania   |
| Enzo Grimaldo   | La Gioconda          | Ponchielli |
| Nerone          | Nerone               | Rubinštejn |
| Duca di Mantova | Rigoletto            | Verdi      |
| Alfredo Germont | La traviata          | Verdi      |
| Riccardo        | Un ballo in maschera | Verdi      |
| Radamès         | Aida                 | Verdi      |
| Otello          | Otello               | Verdi      |
| Lohengrin       | Lohengrin            | Wagner     |

## Discografia
- 1903 - Dai campi, dai prati, Mefistofele (52216, 10");
- 1903 - Stanze, Nerone (52017, 10");
- 1903 - Questa o quella, Rigoletto (52788, 10");
- 1903 - Romanza del duello, Eugene Onegin (052054, 12");
- 1903 - O Paradiso!, L'africana (052055, 12");
- 1903 - Cielo e mar!, La Gioconda (052056, 12");
- 1903 - Ingemisco tamquam reus, Requiem (052057, 12");
- 1903 - Bella cantiam l'amore (052058, 12");
- 1903 - Non guardarmi così (052065, 12");
- 1903 - Di pescatore ignobile, Lucrezia Borgia (052200, 12");
- 1908 - Invan, invan, Nerone (2-52631, 10");
- 1908 - Questa o quella, Rigoletto (2-52632, 10");
- 1908 - Ed ei non (2-52662, 10");
- 1908 - Una vergine, un angiol di Dio, La favorita (2-52663, 10");
- 1908 - Dai campi, dai prati, Mefistofele (2-52672, 10");
- 1908 - In questa sera (2-52673, 10");
- 1908 - Fra poco a me ricovero, Lucia di Lammermoor (052221, 12").